# Lista de prefeitos de Nova Ubiratã
Esta é a lista de prefeitos do município de Nova Ubiratã, estado brasileiro do Mato Grosso.
| Nº | Prefeito                                                                | Imagem                   | Partido                                          | Vice-Prefeito                      | Início do mandato      | Fim do mandato                           | Observações                                                           |
| 1  | José Bauer "Zé Bauer" (Santa Isabel do Ivaí-PR, 30.03.1963–)            |                          | Partido da Frente Liberal PFL                    | José Salvastrano Turan             | 1° de janeiro de 1997  | 31 de dezembro de 2000                   | Primeiro prefeito de Nova Ubiratã a ser eleito em sufrágio universal. |
| 1  | José Bauer "Zé Bauer" (Santa Isabel do Ivaí-PR, 30.03.1963–)            | Urildo Campos            | Partido da Frente Liberal PFL                    | 1° de janeiro de 2001              | 31 de dezembro de 2004 | Prefeito reeleito em sufrágio universal. |                                                                       |
| 2  | Osmar Rossetto "Chiquinho" (Planalto-RS, 01.08.1968–)                   |                          | Partido dos Trabalhadores PT                     | Rosimary Lazarin Feijó Ferlin (PP) | 1° de janeiro de 2005  | 31 de dezembro de 2008                   | Prefeito eleito em sufrágio universal.                                |
| 2  | Osmar Rossetto "Chiquinho" (Planalto-RS, 01.08.1968–)                   | Éder Leandro Setter (PP) | Partido dos Trabalhadores PT                     | 1° de janeiro de 2009              | 31 de dezembro de 2012 | Prefeito reeleito em sufrágio universal. |                                                                       |
| 3  | Valdenir José dos Santos (Cidade Gaúcha-PR, 17.05.1972–)                |                          | Partido do Movimento Democrático Brasileiro PMDB | Ademair Vani (PDT)                 | 1° de janeiro de 2013  | 31 de dezembro de 2016                   | Prefeito eleito em sufrágio universal.                                |
| 3  | Valdenir José dos Santos (Cidade Gaúcha-PR, 17.05.1972–)                |                          | Partido da Social Democracia Brasileira PSDB     | Eliani de Freitas Roman Ross (DEM) | 1° de janeiro de 2017  | 31 de dezembro de 2020                   | Prefeito reeleito em sufrágio universal.                              |
| 4  | Edegar Jose Bernardi "Neninho da Nevada" (Jardinópolis-SC, 17.05.1972–) |                          | Partido Renovador Trabalhista Brasileiro PRTB    | Adilson Luiz da Silva (PODE)       | 1° de janeiro de 2021  | 31 de dezembro de 2024                   | Prefeito eleito em sufrágio universal.                                |
| 4  | Edegar Jose Bernardi "Neninho da Nevada" (Jardinópolis-SC, 17.05.1972–) | União Brasil UNIÃO       | Éder Leandro Setter (PP)                         | 1° de janeiro de 2025              | Atualidade             | Prefeito eleito em sufrágio universal.   |                                                                       |